# Rogaland Teater

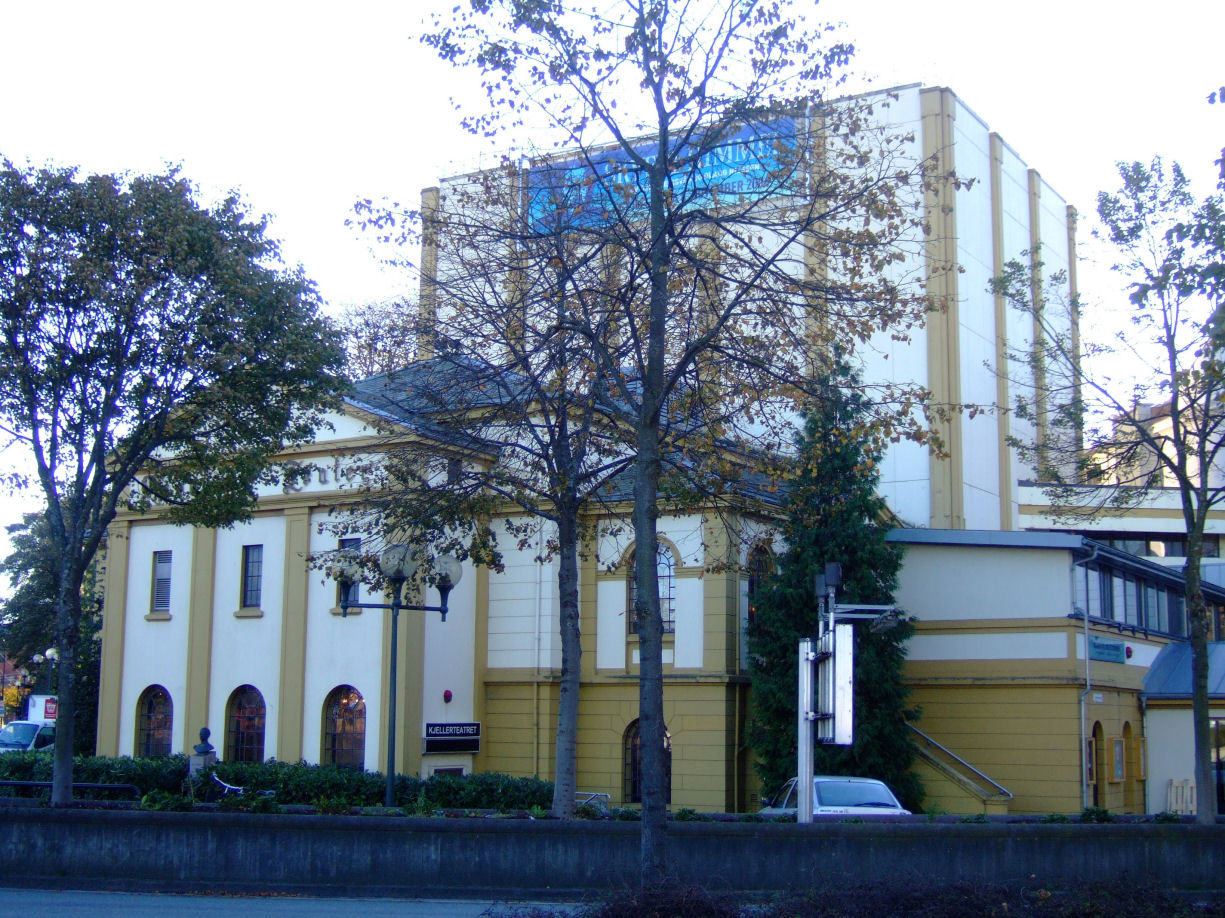
Rogaland Teater

Das Rogaland Teater ist ein Theater in der norwegischen Stadt Stavanger. Es gilt als eines der wichtigsten Theater Norwegens und nimmt häufig eine Vorreiterrolle bei der Aufführung moderner nationaler und internationaler Theaterstücke ein. Intendant ist seit Januar 2019 der Schauspieler und Regisseur Glenn André Kaada.

## Geschichte

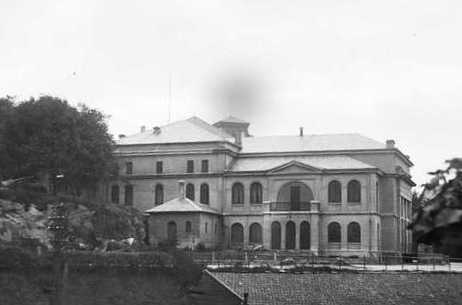
Stavanger teater (Rogaland teater) 1913

Seit Mitte des 19. Jahrhunderts besuchten reisende, meist dänische, Theatertruppen Stavanger und mieteten für ihre Vorstellungen private Säle in der Stadt. 1850 ließ Bürgermeister L. W. Hansen einen Saal mit 300 Plätzen im Stadtteil Skagen errichten, der als erster Theatersaal der Stadt bezeichnet wird.
Die Initiative zum Bau des ersten reinen Theatergebäudes in Stavanger geht auf den Schauspieler Olaus Olsen zurück. Olsen betrieb eine reisende Theatertruppe und galt als einer der einflussreichsten Schauspieler seiner Zeit. Unter anderem hatte er das Recht, als Einziger außerhalb Christianias bestimmte Theaterstücke von Henrik Ibsen aufzuführen. Eine Interessengesellschaft zum Bau eines Theaters wurde gegründet und schließlich ein Grundstück im Stadtteil Kannik am Stadtrand Stavangers gefunden. Hier etablierte die Stadt Ende des 19. Jahrhunderts eine Reihe öffentlicher Prestigegebäude, darunter das Stavanger Museum und ein neues Krankenhaus. Das Hauptgebäude des Rogaland Teater wurde vom Architekten Hartvig Sverdrup Eckhoff im klassizistischen Stil entworfen und 1883 eröffnet. Eine weitere Bühne, Teaterhallen, befindet sich seit 2007 in der ebenfalls von Eckhoff gezeichneten ehemaligen Turnhalle. Das Hauptgebäude wurde mehrfach umgebaut und erweitert, zuletzt in den Jahren 2000–2001.
In den ersten Jahren hatte das Theater kein festes Ensemble, sondern beherbergte Gastvorstellungen von reisenden Theatergesellschaften. 1914 wurde schließlich die Stavanger Faste Scene, die 1921 von Stavanger Theater abgelöst wurde und bis 1926 feste Vorstellungen im Theater hatte. Während der Besatzungszeit gab es keine feste Theatergesellschaft in der Stadt. 1947 wurde schließlich Rogaland Teater als Aktiengesellschaft gegründet. Eigentümer sind bis heute der norwegische Staat (720 A-Aktien), Stavanger kommune (276 B-Aktien) und Rogaland Fylkeskommune (86 C-Aktien).

## Rogaland Teater heute
Rogaland Teater hat heute etwa 100 Angestellte, darunter 24 festangestellte Schauspieler, sowie eine eigene Kostüm- und Perückenwerkstatt. Auf vier Bühnen werden jährlich im Schnitt 400 bis 500 Vorstellungen aufgeführt und von 80 000 bis 110 000 Zuschauern besucht. Das Repertoire besteht aus einer Mischung aus modernen und klassischen Stücken und beinhaltet eine Reihe norwegische und internationale Uraufführungen, darunter die Theaterstücke Natta syng sine songar (Die Nacht singt ihre Lieder, 1997) und Vinter (Winter, 2000) des norwegischen Dramatikers Jon Fosse.
Eine Besonderheit ist das Kinder–und Jugendtheater (Barne–og ungdomsteatret) das 1957 etabliert wurde und auf einem Theaterclub mit etwa 400 Mitgliedern basiert. Jährlich werden etwa 80 bis 100 Vorstellungen aufgeführt.

## Intendanten
- 1947–1949 Øystein Børke
- 1949–1951 Jens Bolling
- 1951–1952 Kjell Stormoen
- 1952–1956 Claes Gill
- 1956–1958 Gisle Straume
- 1958–1960 Bjarne Andersen
- 1960–1970 Bjørn Endreson
- 1970–1976 Arne Thomas Olsen
- 1976–1982 Kjetil Bang-Hansen
- 1982–1986 Alf Nordvang
- 1986–1989 Bentein Baardson
- 1989–1990 Hans Rosenquist
- 1990–1991 Alf Nordvang
- 1991–1994 Ketil Egge
- 1994–1997 Ola B. Johannessen
- 1997–2000 Eirik Stubø
- 2000–2004 Ingjerd Egeberg
- 2004–2008 Hanne Tømta
- 2008–2018 Arne Nøst
- seit 2019: Glenn André Kaada